# Struthanthus divaricatus
Struthanthus divaricatus är en tvåhjärtbladig växtart som beskrevs av Henry Hurd Rusby. Struthanthus divaricatus ingår i släktet Struthanthus och familjen Loranthaceae. Inga underarter finns listade i Catalogue of Life.